# Effetto Thatcher

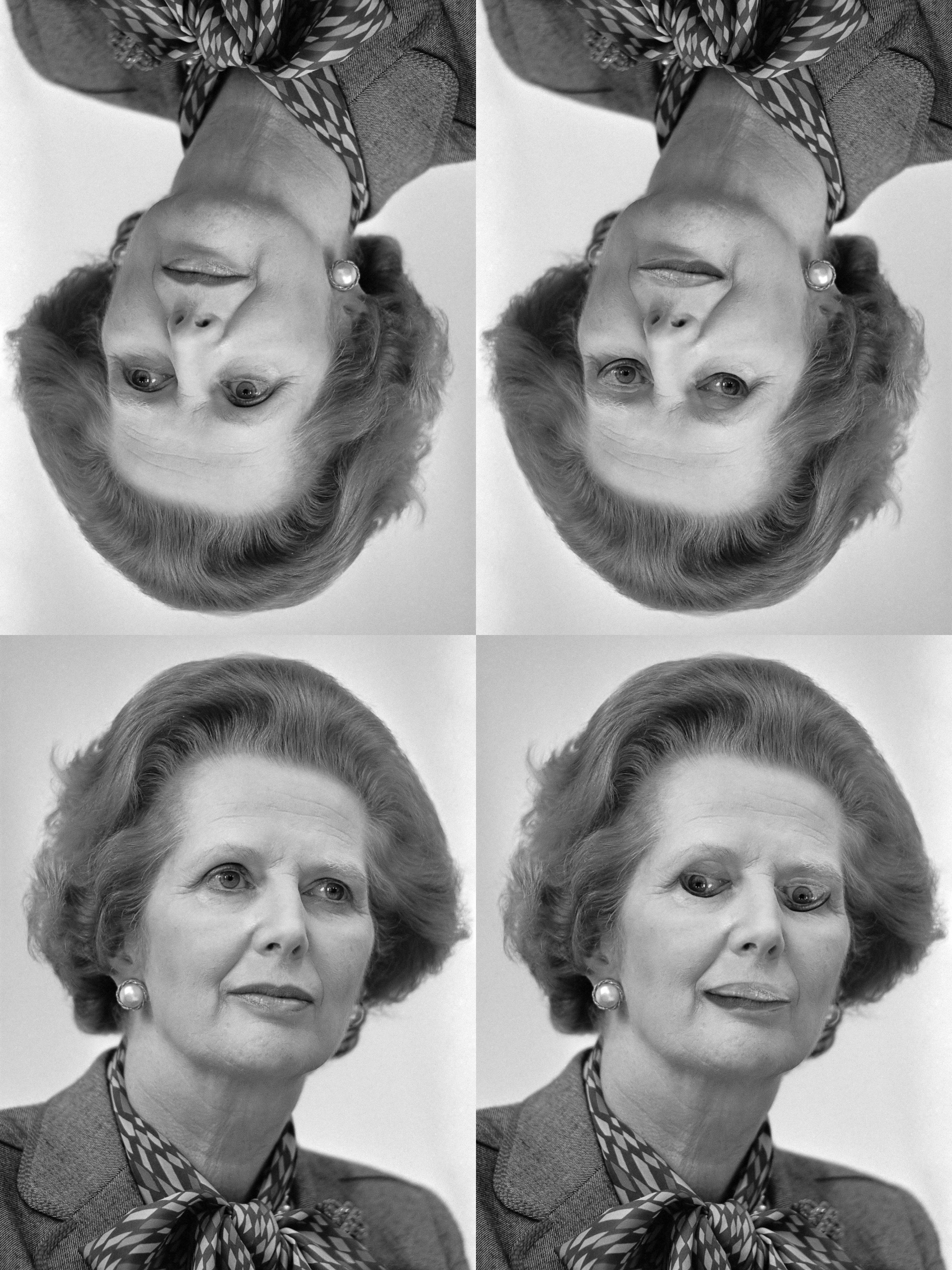
L'immagine di Margaret Thatcher che dà il nome al fenomeno

L’Effetto Thatcher o Thatcher illusion è un fenomeno caratterizzato dalla difficoltà nel riconoscere cambiamenti nei tratti somatici di un volto mostrato a rovescio, i quali apparirebbero invece ovvi in un volto orientato normalmente. L'effetto prende il nome dall'ex Primo Ministro britannico Margaret Thatcher, sulle cui fotografie è stato dimostrato per la prima volta, nel 1980, dallo psicologo Peter Thompson.

## Generalità
L'effetto è illustrato da due immagini di volti apparentemente identiche, una ruotata di 180°. La seconda immagine è alterata, mostrando occhi e bocca specchiati in senso verticale, tuttavia non è possibile rendersi conto delle modifiche fino a che non la si orienta normalmente.
Ciò si pensa sia dovuto ad uno specifico modulo cognitivo psicologico legato alla percezione dei volti, particolarmente marcato nei volti orientati verticalmente.  I volti tendono ad apparire unici nonostante siano molto simili.  È stato ipotizzato che l'uomo abbia sviluppato specifici processi nel differenziare i volti che fanno affidamento tanto sulla loro configurazione (ovvero la relazione strutturale dei tratti somatici) quanto agli specifici dettagli di un viso, come occhi, naso e bocca.
Esistono studi a supporto del verificarsi di questo effetto nel macaco Rhesus così come tra gli scimpanzé, rendendo possibile che i meccanismi cerebrali responsabili del riconoscimento dei volti possano essersi sviluppati a partire da un antenato comune più di 30 milioni di anni fa.
Il principio base dell'Effetto Thatcher è stato anche applicato al moto biologico: l'inversione dei singoli punti risulta difficile, ed in alcuni casi, quasi impossibile da riconoscere quando l'intera figura è invertita.

## Ulteriori studi
Oltre ad essere un'illusione suggestiva, l'Effetto Thatcher si rivela anche utile nel mostrare la psicologia del riconoscimento dei volti. Tipicamente, gli esperimenti che ne fanno uso tengono conto del tempo impiegato dal soggetto nel notare le caratteristiche somatiche incoerenti in immagini orientate in modo diverso (in senso verticale e a rovescio).
Studiando gli angoli di inclinazione intermedi tra l'orientamento verticale e quello invertito, gli studi hanno verificato la graduale o improvvisa apparizione dell'effetto. La percezione dell'Effetto Thatcher è stata verificata nella totalità dei gruppi presi in esame. La percepiscono i bambini, così come i bambini affetti da autismo e persino persone con prosopagnosia.